# Dusona circumspectans
Dusona circumspectans là một loài tò vò trong họ Ichneumonidae.